# Lela Tsurtsumia
Lela Tsurtsumia (georgiska: ლელა წურწუმია), född 12 februari 1969 i Tbilisi, är en georgisk sångerska. Lela har varit populär sedan 1999, och räknas idag som en av de populäraste i Georgien.

## Karriär
1999 spelade hon in videon till sin första låt, "Rad Mindoda", som blev mycket populär i Georgien. Sedan dess har hon spelat in ett flertal låtar och album. Lela konsertdebuterade 2000 som första sångerska i Georgien. 2002 höll hon ännu en bejublad konsert för mer än 25 000 åskådare i Tbilisis sportpalats, vilket var ett nytt rekord för antal åskådare vid en konsert i Georgien. 2004 släppte hon det populära albumet Suleli Tsvima (Galet Regn), som såldes i fler än 60 000 exemplar i Georgien. Lela har också sålt mer än 10 000 skivor utomlands, i bland annat Israel, USA och Ryssland. Hennes låtar har också nått höga listplaceringar i andra länder, i Armenien låg låtarna "Samba" och "Love Story" etta på listorna. I augusti 2006 höll hon en konsert i Zugdidi för mer än 40 000 åskådare. Lela har också vunnit fler än 15 priser i olika musiktävlingar. 2007 släppte hon sitt första livealbum kallat "LIVE - Lela Tsurtsumia", som blev mycket populärt i Georgien. Under 2007 skrev Lela på för skivbolaget Art Lend, vilket innebar att hennes album distribuerades i vissa europeiska e-butiker.
År 2012 deltog hon tillsammans med dansaren Tornike Tsereteli i den georgiska versionen av formatet Dancing with the Stars, Cekvaven Varskvlavebi.

## Diskografi

### Album
Lela har släppt 12 album. 7 av dem är studioinspelade, och 1 live-inspelad. Hennes låtar har sålt platina i Georgien.
- 2000 - Paemani
- 2000 - Otsneda Uenze
- 2003 - Suleli Tsvima, I Natsili
- 2004 - Suleli Tsvima
- 2005 - Popularuli Duetedi (Populära Duetter)
- 2006 - Tsameds Sjentvis Vinachav
- 2006 - Iamo Helesa (Laz-Album)